# 美國派 (歌曲)
是美国民谣摇滚创作型歌手唐·麥克林的一首歌曲，收录于专辑《美國派》中，歌曲于1972年在美国告示牌夺冠4周。在英国，歌曲的原版取得了第2名的成绩，重新发行的版本亦夺得第12名。被普遍认为是唐·麥克林的代表作。歌曲在美国唱片业协会世纪歌曲中排行第5。
歌曲长达8分多钟，歌曲的歌词多年以来一直获得了强烈的关注，许多粉丝和乐评人一直在尝试解释歌词的含义。麥克林一直拒绝对这些解释做评论，仅仅声明（音乐死去的那一天）指的是摇滚巨星巴迪·霍利、里奇·瓦倫斯和大波普墜機死亡的紀念安慰歌曲。
香港著名歌手張國榮在1977年透過歌唱大賽獲得亞軍而正式成為歌手，其演唱歌曲正是本曲。

## 背景
唐·麥克林在費城创作了本歌曲。歌曲于1971年3月14日费城天普大學 麥克林为劳拉·尼罗作开场表演时首演。
歌曲共分6个小节，许多小节被认为是影射了20世纪60年代的流行艺人、歌曲和事件，但实际所指的内容不明。当询问麥克林《American Pie》的歌词有什么含义时，麥克林开玩笑地回答道：“这意味着如果我不想再工作就可以不再工作了。” 后来他称：“你可以找到关于这首歌歌词的许多解释，但是没有一个解释是我的……很抱歉把这些东西全部像这样留给你们自己，很久前我就意识到，歌词创作者应该做说明离开，保持尊严的沉默。”
除了承认他刚听到巴迪·霍利1959年2月3日死去的消息时自己在这报纸送报 （歌词 "February made me shiver/with every paper I'd deliver" 我在二月送出的每份报纸都令我不寒而栗）这件事情外，麥克林一直避免回答有关歌词内容的问题，会模糊化地作出如：“歌词超出了分析范围，它们是一首诗。”的回答  他亦在2009年霍利逝世50周年纪念日在社论上称创作歌曲的第一节消去了他长期以来对霍利逝世的悲痛，并称歌曲是“一首足以概括世界所知道为美国的大歌曲。”

## 榜单
| 榜单 （1971年）          | 最高 排位 |
| ------------------------ | --------- |
| 澳大利亚肯特音乐报道     | 1         |
| 加拿大RPM单曲榜          | 1         |
| 加拿大RPM当代成人单曲榜  | 1         |
| 荷兰单曲榜               | 10        |
| 新西兰单曲榜             | 1         |
| 挪威单曲榜               | 7         |
| 英国单曲榜               | 2         |
| 美国《告示牌》百强单曲榜 | 1         |
| 美国《告示牌》轻音乐榜   | 1         |

## 麦当娜演唱版本

### 背景
美国流行歌手麦当娜在2000年3月发行了这首歌曲的翻唱版本以宣传自己的原声带专辑《好事成双》（The Next Best Thing）。她的翻唱版本比原版要短，仅仅包含第一小节的开头和第二至六小节。翻唱版本的风格也发生了变化，成为了一支流行舞曲。由于歌曲大获成功，麦当娜在自己2000年的录音室专辑《音樂聖堂》中作为专辑的豪华版附赠曲目收录其中；但并未收录于专辑的北美版本中。

### 商业成绩
歌曲发行之后大获商业成功，在包括英国（麦当娜第9支冠军单曲）、加拿大、澳大利亚、意大利、德国（继1987年歌曲《美麗的島嶼》后的首支冠军）、瑞士、奥地利和芬兰取得了排行榜冠军。除此以外，歌曲是2000年英国第19畅销的单曲，迄今为止已经获得385,000份销量，也是麦当娜本人在英国第16畅销的单曲。虽然歌曲未在北美发行单曲，但凭借较强的电台播放，歌曲在美国获得了第29名。此曲亦獲得舞曲榜冠軍，但在流行榜內僅待9週就跌出榜外，創下瑪丹娜所主唱的電影主題曲在美國單曲榜上成績最差的紀錄。

### 乐评
《新音乐快递》给予了歌曲差评，称其为一个“比卡拉OK水平还低下的错误”，并称“如果她不将歌曲录制完该多好。” 《告示牌》的恰克·泰勒则给予了歌曲好评，称：“麦当娜没有追随当今短暂的潮流让电音程序员去拓宽他们的播放清单真是太赞了。 [...] 总之，这首歌是对即将发行的《好事成双》原声带一个不错的预览。” 唐·麥克林本人亦称赞了麦当娜的翻唱，称这是“女神带来的一份礼物”，并认为麦当娜演唱的版本“神秘而带性感。”

### 音乐录像带
歌曲的音乐录像带在美国南部和伦敦拍摄，由菲利普·施托泽导演，展現了美国生活的多样性，其中有同性夫妻亲吻的镜头。麦当娜在音乐录像带中头戴冕状头饰，在一幅巨大的美国国旗前歌舞。

歌曲一共发行两个版本的音乐录像带，首个版本的音乐录像带被收录于麦当娜的精选DVD合辑《娜經典》（Celebration）中，并作为全球官方音乐录像带发行。第二个版本为相比原曲更加快节奏的"Humpty Remix"混音音乐录像带，在美国MTV舞蹈频道播出以宣传电影《好事成双》。混音音乐录像带中，鲁伯特·埃弗里特作为背景人声的演唱者亦加入了音乐录像带的出演。相对于原版音乐录像带，混音音乐录像带影片长度有所不同并删去了同性亲吻的镜头。

### 榜单成绩和销售认证
| 榜单 （1999年–2000年）        | 最高 排位 |
| ----------------------------- | --------- |
| 澳大利亚单曲榜                | 1         |
| 奥地利单曲榜                  | 3         |
| 比利时单曲榜                  | 6         |
| 加拿大单曲榜                  | 1         |
| 荷兰40强单曲榜                | 4         |
| 欧洲百强单曲榜                | 1         |
| 芬兰单曲榜                    | 1         |
| 法国单曲榜                    | 8         |
| 德国单曲榜                    | 1         |
| 意大利单曲榜                  | 1         |
| 新西兰单曲榜                  | 4         |
| 挪威单曲榜                    | 1         |
| 西班牙单曲榜                  | 1         |
| 瑞典单曲榜                    | 1         |
| 瑞士单曲榜                    | 1         |
| 英国单曲榜                    | 1         |
| 美国《告示牌》百强单曲榜      | 29        |
| 美国《告示牌》夜店/舞曲单曲榜 | 1         |
| 美国《告示牌》流行单曲榜      | 16        |
| 美国《告示牌》当代成人单曲榜  | 21        |

| 榜单 （2000年）           | 排位 |
| ------------------------- | ---- |
| 澳大利亚单曲榜            | 66   |
| 奥地利单曲榜              | 32   |
| 比利时单曲榜 （法兰德斯） | 46   |
| 比利时单曲榜 （瓦隆尼亚） | 44   |
| 法国单曲榜                | 44   |
| 德国单曲榜                | 21   |
| 意大利单曲榜              | 9    |
| 荷兰百强单曲榜            | 46   |
| 瑞典单曲榜                | 9    |
| 瑞士单曲榜                | 11   |
| 英国单曲榜                | 19   |

| 国家     | 销售认证 |
| -------- | -------- |
| 澳大利亚 | 金       |
| 奥地利   | 金       |
| 法国     | 银       |
| 瑞典     | 白金     |
| 瑞士     | 白金     |
| 英国     | 金       |